# Jo sóc aquell que va matar Franco
Jo sóc aquell que va matar Franco és una novel·la escrita per l'autor perpinyanès Joan-Lluís Lluís publicada l'any 2018 per l'editorial Proa. Fou guanyadora del Premi Sant Jordi de l'any 2017.
L'obra se situa en un context de ficció històrica, car hi ha esdeveniments alterats com que l'Espanya franquista participa en l'atac als Aliats juntament amb les Potències de l'Eix. És en aquest context que l'obra conta la vida del seu protagonista, Agustí Vilamat i Prunell de Solsona, el qual afirma haver matat Franco. La novel·la explora la temàtica del llenguatge i del català, com és el cas de la marginació del català en l'ensenyament francès.
Fou de les novel·les de ficció més venudes de la diada de Sant Jordi de 2018.